# نيكو تاتشس ذا وولس
نيكو تاتشس ذا وولز (بالإنجليزية: Nico Touches the Walls)‏ هي فرقة روك يابانية نشطت من سنة 2004 وحتى سنة 2019. كانت تتكون من أربعة أعضاء وهم ساكاكورا شينغو و فورومورا دايسوكي وميتسومورو تاتسويا وتسوشيما شوتارو. قاموا بإنتاج سبعة ألبومات وفازوا بعدة جوائز. في نوفمبر 2019 أعلنت الفرقة عن حل نفسها بعد العمل ل15 سنة.